# Кампене
Кампене (фр. Kampene) — город в провинции Маниема, Демократическая Республика Конго. Является центром неформальной кустарной золотодобычи.

## Расположение
Кампене находится на территории Панги провинции Маниема. Город находится невдалеке от шоссе RS1122, которое проходит через Кайюйю. В городе также находится одноименный аэропорт Кампене. Климатическая классификация Кёппена — Aw: тропическая саванна, влажная. По состоянию на 2018 год население составляет 37 034 человека.

## Добыча полезных ископаемых
Кампене находится на западе золотоносного пояса Твангиза-Намоя. Этот район известен залежами касситерита, алмазов и золота. Добыча полезных ископаемых в лесном регионе вокруг Кампене началась еще в колониальный период, когда ею занималась компания Compagnie Belge des Mines (COBELMIN). Город Кампене был основан в колониальную эпоху для поддержки добычи золота, касситерита и колтана. Бельгийцы установили электростанцию, построили взлетно-посадочную полосу, школы, церкви и больницу. Несмотря на потрясения, вызванные обретением независимости, добыча полезных ископаемых продолжалась.
Правительство ДРК рассматривает формализацию добычи золота, которая является важной частью экономики восточной части ДРК, чтобы иссушить финансирование незаконных вооруженных формирований. Исследование кустарных золотых приисков вокруг Кампене было проведено в июле 2014 года.
Проблемы, с которыми столкнулись шахтёры, включали незаконное налогообложение со стороны сил безопасности, административных и местных властей, а также практику взяток за сокрытие или занижение объёмов производства. Кроме того, в регионе действовали вооружённые группы.
Шахтёры были организованы в кооперативы, такие как CEAMI (248 шахтёров), COMIKABA (137 шахтёров), COMIZO (95 шахтёров), COMILU (92 шахтёра) и другие более мелкие группы.
Среди официальных компаний, работавших в регионе, можно выделить BITMAK, имевшую разрешение на разведку алмазов, и Kampene Mining SPRL, планировавшую начать добычу с использованием промышленных технологий. Компания Kampene Mining заявляла о намерении сотрудничать с кооперативами и приобретать часть их продукции. Однако на практике связи между кооперативами и компаниями, владеющими соответствующими территориями, отсутствовали.
Kampene Gold Pilot — это проект сотрудничества между Германией и Конго, направленный на поддержку законных цепочек поставок золота в сфере кустарной и мелкомасштабной добычи в районе города Кампене. В данном районе насчитывается более 10 000 нелегальных золотодобытчиков, объединённых в девять кооперативов, которые управляют 32 золотыми рудниками.
Если отрасль сможет обеспечить более открытый контроль за перемещением золота и отчётностью о транзакциях, то можно будет достичь прогресса в обеспечении более безопасных условий труда и снижении ущерба окружающей среде.
В октябре 2019 года в результате обрушения нелегального золотого рудника в Кампене погиб 21 человек.